# Wayne Marshall (cestista)
Wayne Marshall (Filadelfia, 7 gennaio 1986) è un cestista statunitense.